# Dorymyrmex ensifer
Dorymyrmex ensifer é uma espécie de formiga do gênero Dorymyrmex.